# 會津鐵道AT-500型柴聯車
會津鐵道AT-500型柴聯車（日语：／ Aizu Tetsudō AT-500-gata kidōsha）是會津鐵道會津線使用的柴聯車，並於2004年3月24日開始投入使用。本條目也記載於同年製造並配備列車廁所的同型車輛會津鐵道AT-550型柴聯車（日语：／ Aizu Tetsudō AT-550-gata kidōsha）。
由於會津線在1980年代後期從國鐵轉由第三部門鐵道會津鐵道進行運轉時，其擁有的會津鐵道AT-100型柴聯車因車體老化需要汰換，因此會津鐵道在2004年引進由新潟運輸系統製造的AT-500型和AT-550型柴聯車。本型車以新潟運輸系統製造的輕型鐵路動力客車NDC為基礎進行設計，車體長度較AT-100型柴聯車長約2200mm。兩款車輛的車頭與車尾皆有設置駕駛室，車體側面則設有兩道車門。車廂的中間位置配備著8組供4個人對坐的包廂式座椅，其座椅間距較以往加大約30mm；其他區域則採用長條式座椅。